# Ocotea elegans
Ocotea elegans är en lagerväxtart som beskrevs av Carl Christian Mez. Ocotea elegans ingår i släktet Ocotea och familjen lagerväxter. Inga underarter finns listade i Catalogue of Life.